# (4595) Prinz
(4595) Prinz est un astéroïde de la ceinture principale.

## Description
(4595) Prinz est un astéroïde de la ceinture principale. Il fut découvert le 2 mars 1981 à Siding Spring par Schelte J. Bus. Il présente une orbite caractérisée par un demi-grand axe de 2,53 UA, une excentricité de 0,10 et une inclinaison de 8,6° par rapport à l'écliptique.

## Compléments